# Exetastes caeruleus
Exetastes caeruleus är en stekelart som beskrevs av Cresson 1865. Exetastes caeruleus ingår i släktet Exetastes och familjen brokparasitsteklar. Inga underarter finns listade i Catalogue of Life.